# Gymnastique aux Jeux olympiques de 1908

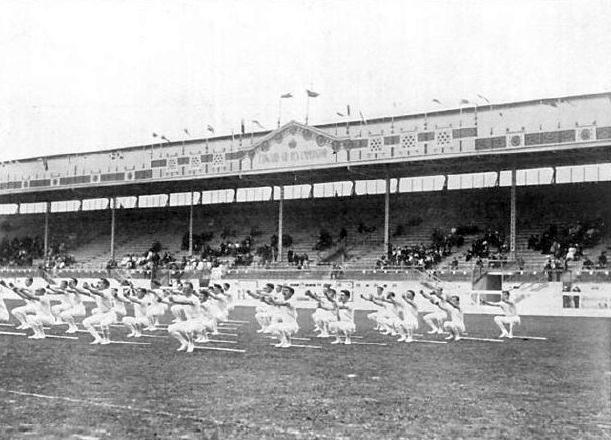
L'équipe de France de gymnastique, lors des JO de 1908.

Navigation
Saint-Louis 1904 Stockholm 1912

## Gymnastique artistique

### Concours général individuel
| Médaille                            | Nom             | Pays            | Points |
| ----------------------------------- | --------------- | --------------- | ------ |
| Médaille d'or, Jeux olympiques      | Alberto Braglia | Italie          |        |
| Médaille d'argent, Jeux olympiques  | Walter Tysall   | Grande-Bretagne |        |
| Médaille de bronze, Jeux olympiques | Louis Ségura    | France          |        |

### Concours par équipes
| Médaille                            | Nom | Pays     | Points |
| ----------------------------------- | --- | -------- | ------ |
| Médaille d'or, Jeux olympiques      | Gösta Åsbrink Carl Bertilsson Hjalmar Cedercrona Andreas Cervin Rudolf Degermark Carl Folcker Sven Forssman Erik Granfelt Carl Hårleman Nils Hellsten Gunnar Höjer Arvid Holmberg Carl Holmberg Oswald Holmberg Hugo Jahnke John Jarlén Gustaf Johnsson Rolf Johnsson Nils von Kantzow Sven Landberg Olle Lanner Axel Ljung Osvald Moberg Carl Martin Norberg Erik Norberg Tor Norberg Axel Norling Daniel Norling Gösta Olson Leonard Peterson Sven Rosén Gustaf Rosenquist Axel Sjöblom Birger Sörvik Haakon Sörvik Karl Johan Svensson Karl Gustaf Vinqvist Nils Widforss | Suède    |        |
| Médaille d'argent, Jeux olympiques  | Arthur Amundsen Carl Albert Andersen Otto Authén Hermann Bohne Trygve Bøyesen Oskar Bye Conrad Carlsrud Sverre Grøner Harald Halvorsen Harald Hansen Petter Hol Eugen Ingebretsen Ole Iversen Per Mathias Jespersen Sigge Johannessen Nicolai Kiær Carl Klæth Thor Larsen Rolf Lefdahl Hans Lem Anders Moen Frithjof Olsen Carl Alfred Pedersen Paul Pedersen Sigvard Sivertsen John Skrataas Harald Smedvik Andreas Strand Olaf Syvertsen Thomas Thorstensen | Norvège  |        |
| Médaille de bronze, Jeux olympiques | Eino Forsström Otto Granström Johan Kemp Iivari Kyykoski Heikki Lehmusto John Lindroth Yrjö Linko Edvard Linna Matti Markkanen Kaarlo Mikkolainen Veli Nieminen Kaarlo Kustaa Paasia Arvi Pohjanpää Aarne Pohjonen Eino Railio Heikki Riipinen Arno Saarinen Einar Werner Sahlstein Aarne Salovaara Karl Sandelin Elis Sipilä Viktor Smeds Kaarlo Soinio Kurt Enoch Stenberg Väinö Tiiri Karl Magnus Wegelius | Finlande |        |